# 일본화물철도 M250계 전동차
JR 화물 M250계 전동차(일본어: JR貨物M250系電車)는 택배 우편 등의 소량화물 수송과 환경 부하 저감을 목적으로 제작된 일본화물철도(JR 화물) 소속 컨테이너 화물 전동차이며, 2003년 제작된 세계 최초의 동력분산식 화물 열차라는 타이틀을 갖고 있다.. 니혼샤료(일본차량제조), 가와사키 중공업, 도시바에서 제조되었다.

## 개요
2004년 3월 13일의 운전시각표 개정으로 인해, 도쿄 화물터미널 ~ 오사카·아지카와구치역 구간에서 SG 홀딩스 계열인 사가와 큐빙이 1편성을 대절 수송하는 형태로 임시 고속 화물열차로서의 영업 운전을 개시하였다. 컨테이너의 소유자도 사가와 큐빙이다. 그 후의 증비에 수반하여 현재는 정기 열차가 되었지만, 출발역 기준으로 공휴일은 운휴한다.
본 열차에는 <슈퍼 레일 카고>(Super Rail Cargo)라는 애칭이 붙어 있다. 에코 프로덕츠(products) 대상 에코 서비스 부문 국토 교통 대신상(2004년), 및 비(非)여객용 차량으로서는 1969년의 EF66형 전기 기관차 이후 처음으로 철도 친우회의 블루리본상(2005년)을 수상했다.

## 편성
편성은 크게 동력차인 Mc250형-M251형 2량 유닛과 부수차인 T261형-T260형 2량 유닛으로 나뉘며, 통상 오사카 방면에서(Mc250-M251)-(T261-T260)×6-(M251-Mc250)의 4M 12T 16량 편성으로 구성되어 있다. Mc250-M251가 6유닛 12량, T260-T261가 16유닛 30량 3편성(총 42량)이 오오이 기관구에 소속되어 있다.
덧붙여서 양단에 전동차를 배치하는 방식은, 동일본 여객철도(JR 동일본) 215계 등과 유사하다. 또 JR로서는 처음으로 형식에 쿠모하, 모하 등 일본국철 시대부터 사용된 칭호가 아니고, 영문자 약호 M·T를 이용했다.

## 특징
속도 향상을 위해 여객용 전동차와 같은 차량규정을 만족하는 것이 M250계의 설계상의 중점이다. 축중에 관련된 규제를 충족시키기 위해, 종래의 동력 집중식에서 동력 분산식인 전동차 방식으로 변경하여 동력차의 기기 질량을 분산시켰으며, 적재화물 전용 31 ft 경량 컨테이너 U54A형 30000번대로 한정하여 중량의 증가를 억제했다. 그 외에 저중심 차체 구성, 고출력 주전동기, TD 카르단식 구동장치, 요댐퍼, 공기 용수철 적용 대차 및 안티 락 브레이크를 채용했다.
최고속도 130 km/h로 곡선반경 600m (600R) 이상의 구간에서 '제한속도+15 km/h'의 통과성능을 얻었다. 이것은 서일본 여객철도(JR 서일본)의 223계 등의 여객용 전동차와 동등한 수준이다.
소요시간은 도쿄 화물 터미널 역에서 아지카와구치역까지 주행하는 데에 6시간 11~12분이다. 2016년 현재 이 열차는 도카이도 본선을 주행한 모든 열차 중 역대 최고 수준의 표정속도 91 km/h를 자랑한다. 이 기록은 각각의 여객 회사가 보유한 선로규격에 기인한 속도 제한이라고 하는 제약을 받으며 이뤄냈기 때문에 더욱 의미가 있다. M250계가 130 km/h로 운전할 수 있는 것은 JR 서일본의 일부 구간 내에서뿐이며, JR 동일본 관내에서는 일부 구간에서만 120 km/h 운전이 허용된다. 도카이 여객철도(JR 도카이) 관내 대부분에서는 최고속도가 110 km/h로 제한된다.
그 외 정기열차로의 운용시에는 사가와 큐빙의 헤드 마크를 선두차에 게시한다. 현재는 사가와 큐빙에 의한 대절운행뿐이기 때문에, 컨테이너의 도장은 모두 사가와 큐빙의 '갤럭시 컬러'이다.
또한, JR 서일본 관내의 차량규정 제약에 의해 컨테이너는 모두 적재 상태로 운행된다. 때문에 컨테이너가 모두 적재되지 않은 경우에는, 사중(死重)을 적재한 사업용 컨테이너를 탑재한다.

## 갤러리

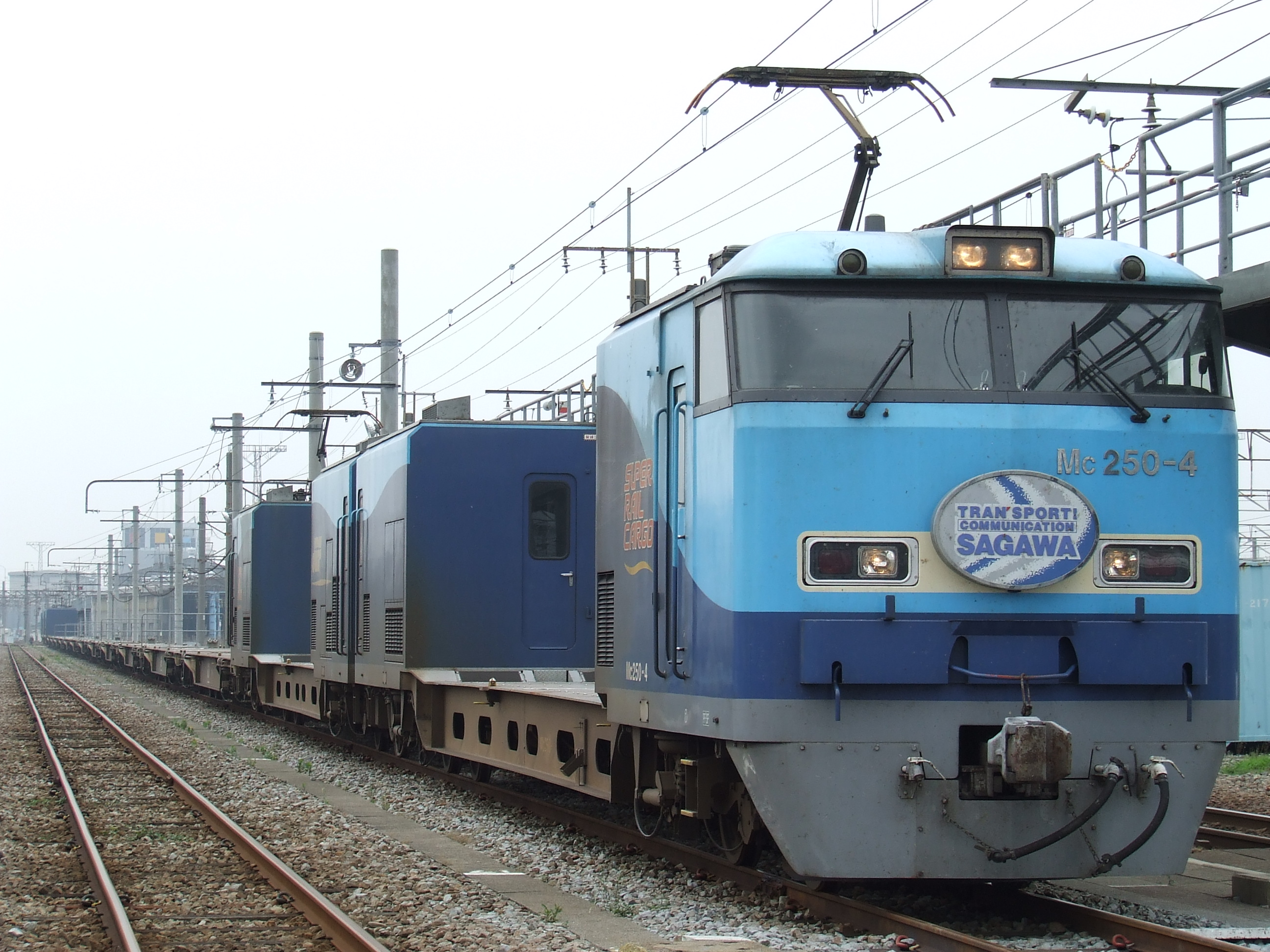
공차상태의 M250계 (도쿄 화물 터미널역 방면, 2007년 6월 촬영)
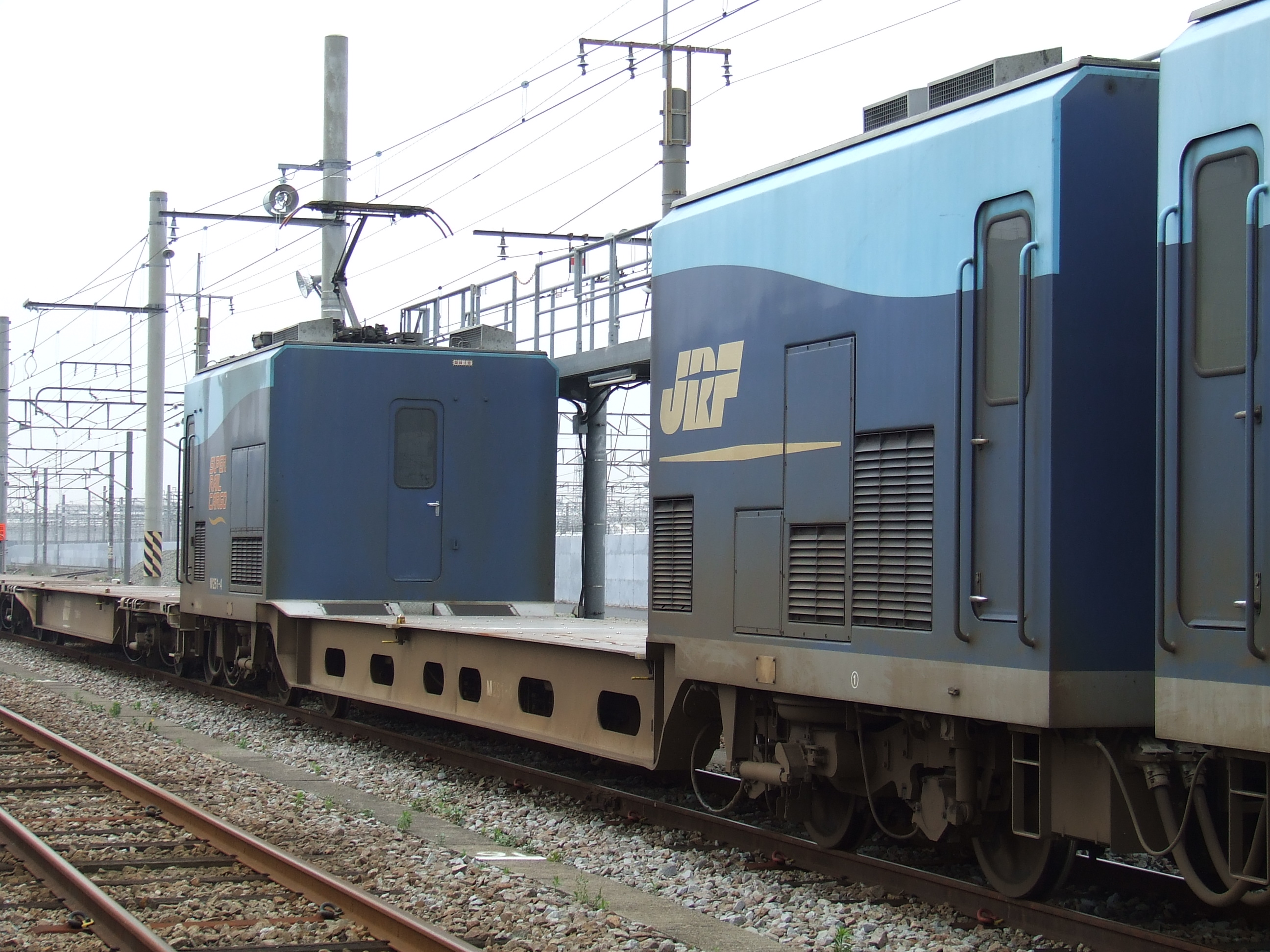
M251형 (도쿄 화물 터미널역 방면, 2007년 6월 촬영)
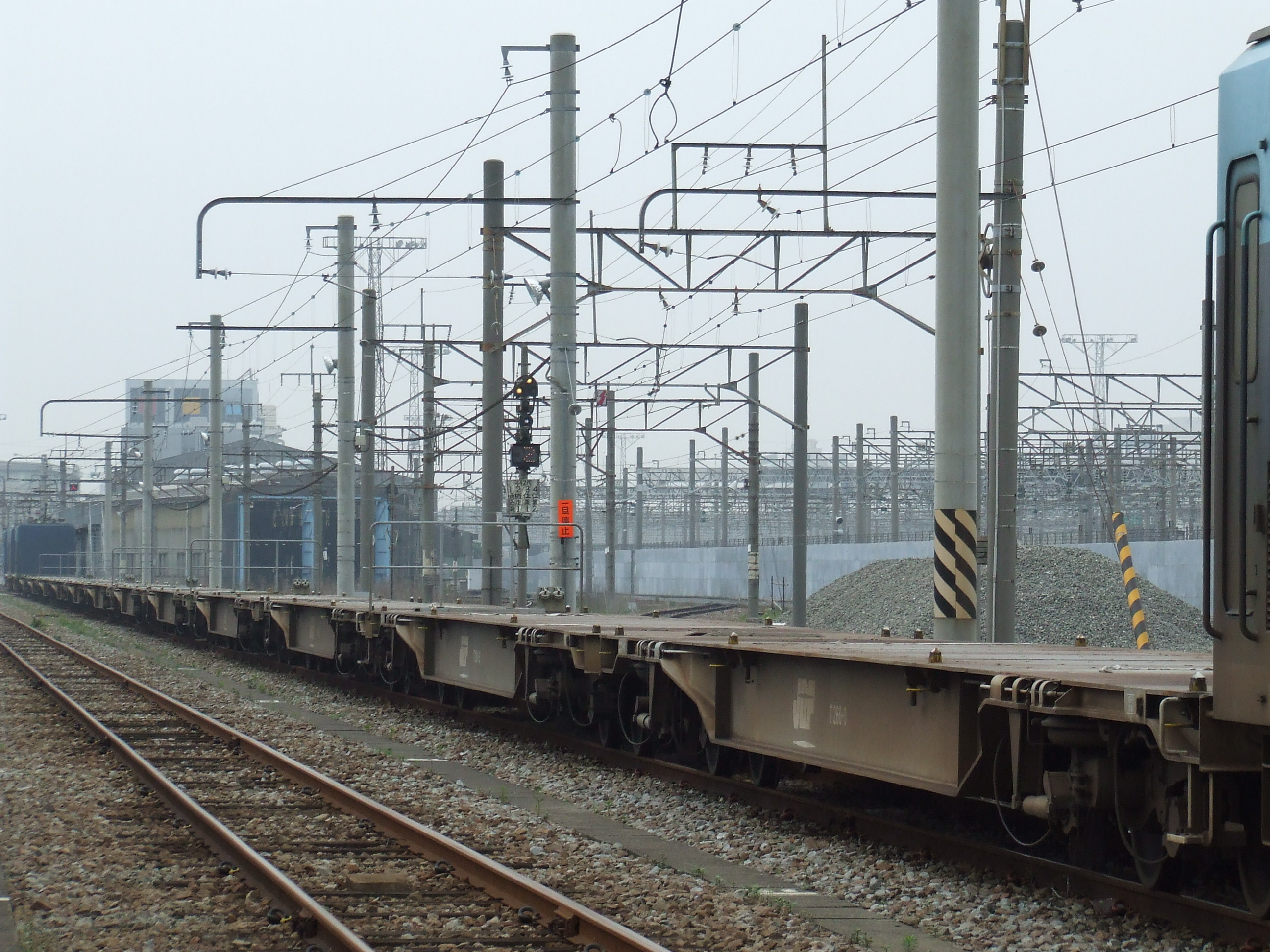
T260형과 T261형 (도쿄 화물 터미널역 방면, 2007년 6월 촬영)
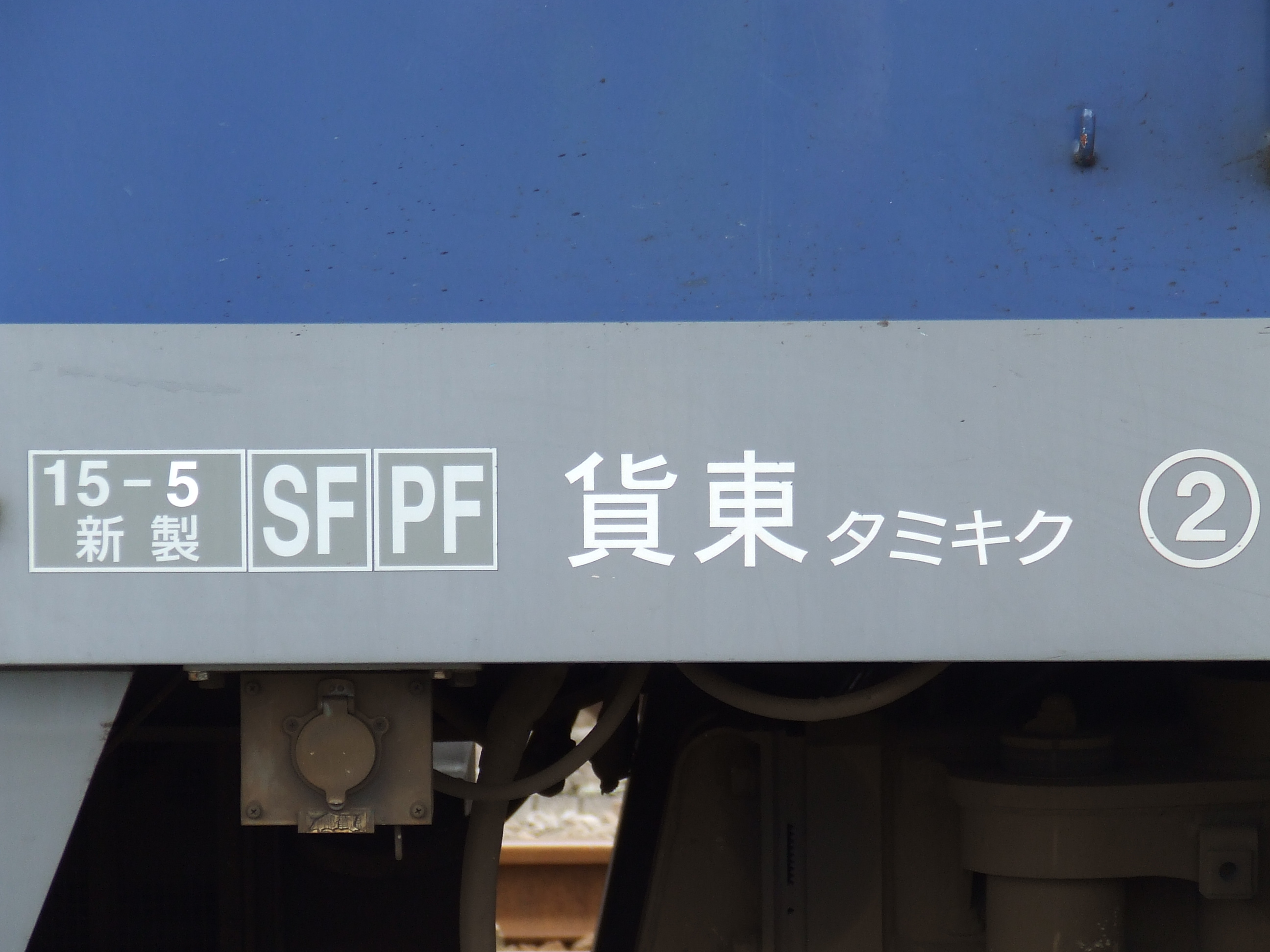
M250계에만 사용되고 있는 약호

## 기타
1. ↑  1997년, 독일에서 환경 부하 저감·인터모덜 수송을 목적으로 컨테이너 화물 디젤 동차(690형："CargoSprinter")를 시험제작하여 운용하고 있었으며, 영국에서 브리티시 레일 MPV로 1999년부터 영업 운행을 하였다.  보관됨 2007-09-27 - 웨이백 머신